# Gerhard Herdegen
Gerhard Karl Herdegen (* 30. September 1926 in Schwarzenbach am Wald; † 23. Dezember 2014 in Linkenheim-Hochstetten) war ein deutscher Rechtswissenschaftler und Vorsitzender Richter am Bundesgerichtshof.

## Leben und Wirken
Nach dem Studium der Rechtswissenschaft war er ab 1959 Staatsanwalt. Von 1963 war er Richter am Amtsgericht Hof und ab 1968 Oberstaatsanwalt am Oberlandesgericht Bamberg. Im Dezember 1972 wurde er als Richter an den Bundesgerichtshof berufen, dort im April 1982 Vorsitzender Richter des 1. Strafsenats und 1985 Vorsitzender Richter des 2. Strafsenats. Im September 1991 trat er in den Ruhestand.
Herdegen betätigte sich auch als Autor im Leipziger Kommentar zum Strafgesetzbuch sowie im Karlsruher Kommentar zur Strafprozessordnung.
Sein Sohn ist der Völkerrechtler und Professor Matthias Herdegen.

## Ehrungen
- 1991: Großes Verdienstkreuz der Bundesrepublik Deutschland
- 1999: Max-Alsberg-Preis